# Tellmann Jenő
Tellmann Jenő (Szamosújvár, 1928. október 13. – Méra, 2020. szeptember 1.) erdélyi magyar fizikatanár, Tellmann József fia.

## Életpályája
Szülővárosában járt iskolába. Érettségi után a kolozsvári Bolyai Tudományegyetemen tanult, majd annak elvégzése után Kolozsváron tanított fizikát, először a 2-es Számú Fiúlíceumban, majd a 11-es Számú Líceumban (ma Báthory István Elméleti Líceum) nyugdíjazásáig. Tanáregyéniség, akit nemcsak tanárkollégái, diákjai, de a város magyarsága is csak Csocsóként emlegetett. Ötven tanítványa fizika szakot végzett, 13 fizikából doktorált, 9 egyetemi oktató, 6 tudományos kutató lett, 2 pedig akadémikus, a többi középiskolai tanár. Közülük többen díjazottak,

## Munkássága
Több fizika témájú tankönyv és példatár szerzője.

### Könyvei
- Darvay Béla, Kovács Zoltán, Tellmann Jenő, Lázár József: Fizikapéldatár. Elektromosság, Ábel Kiadó, 2022 ISBN 9789731143088
- Darvay Béla, Kovács Zoltán, Tellmann Jenő: Fizika 10. osztály részére, Ábel Kiadó, Kolozsvár, 2009
- Darvay Béla, Kovács Zoltán, Tellmann Jenő: Fizika 11. osztály részére, Ábel Kiadó, Kolozsvár, 2006
- Tellmann Jenő: Fizika 9. osztály részére, Ábel Kiadó, Kolozsvár, 2004
- Darvay Béla, Kovács Zoltán, Lázár József és Tellmann Jenő: Fizika példatár. Mechanika, Erdélyi Magyar Műszaki Tudományos Társaság, 1997

## Díjai
- Ezüstgyopár díj, 2005
- Eötvös József-díj, 2012
- Mentor díj kiváló oktatóknak, 2015[3]